# Sítková buňka
Sítková buňka (cellula cribrosa) je označení pro složku primitivních vodivých pletiv u kapraďorostů a nahosemenných rostlin. Poprvé se objevily v lýku permokarbonských přesliček a až u krytosemenných rostlin z nich vznikly pravé sítkovice.
Sítkové buňky jsou živé a protáhlé se zešikmenými koncovými stěnami a tvoří tak typickou ukázku pletiva prozenchymu. V buněčné stěně mají perforace podobné plazmodezmatům (mají stejnou velikost a také jimi vedou plazmatické provazce). Tyto perforace se shlukují do tzv. sítkových políček. Od sítkovic se liší rozměry perforací – ty jsou mnohem menší u sítkových buněk – a dále tím, že se kolem sítkových buněk nenachází buňky průvodní.